# Hotel Francuski w Krakowie

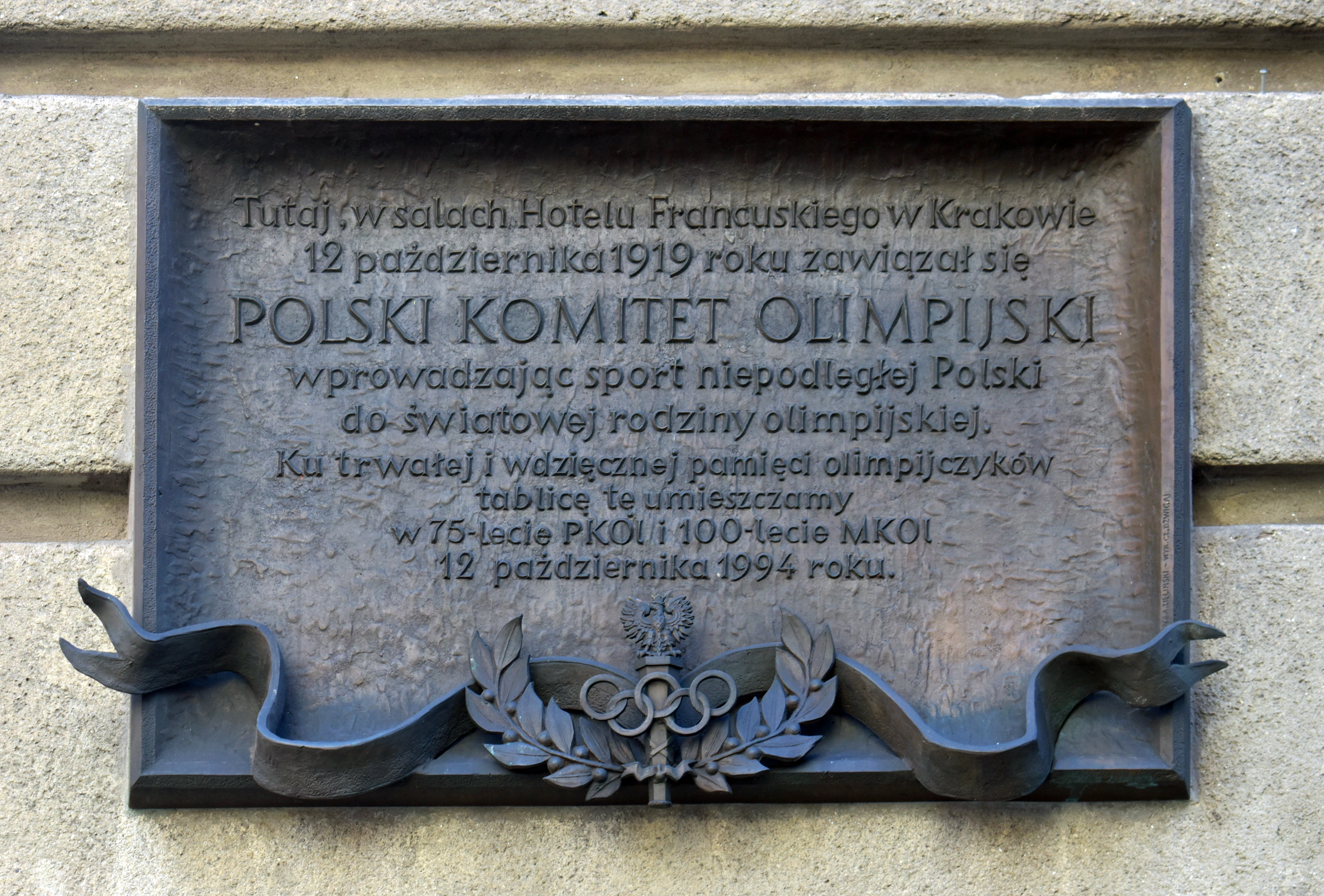
Tablica pamiątkowa PKOl.

Hotel Francuski – zabytkowy budynek znajdujący się w Krakowie, w dzielnicy I Stare Miasto przy ul. Pijarskiej 13, na rogu ul. św. Jana 32, na Starym Mieście.
Na miejscu obecnego budynku znajdowała się XV-wieczna kamienica zniszczona w pożarze przed 1642 rokiem, odbudowana w drugiej połowie XVII wieku i przebudowana w 1795 roku. Do momentu zburzenia w XX wieku był to jednopiętrowy budynek z łamanym dachem i wejściem od ul. św. Jana. Był własnością karczmarzy i piwowarów. Prowadzono w nim karczmę, w budynku frontowym wyszynk, w oficynach były stajnie i browar. Dom posiadał wybrukowaną kamieniem łamanym sień o sklepieniu beczkowym, środkiem której biegł rynsztok. Z sieni wchodziło się do kuchni, izby z kominkiem, izby szynkowej oraz do obszernej piwnicy. Na pierwsze piętro prowadziły schody dębowe. Znajdowała się tam sionka, mała kuchnia, izba tylna i szereg innych pomieszczeń mieszkalnych. W podwórzu stał przed 1790 r. spichlerz. W pierwszej połowie XVII w. w kamienicy działała też piekarnia. Na początku XIX w. przy dłuższej, bocznej elewacji domu (od strony ul. Pijarskiej) dobudowano warsztat kowalski z dużymi wrotami oraz dodatkowe pomieszczenia mieszkalne. W swoich dziejach kamienica – w nawiązaniu do nazwisk właścicieli – nazywana bywała niekiedy „Domem Słoninkowskim” (do 1613), kamienicą „Sikorzyńską” (1. poł. XVII w.) lub kamienicą „Miernikowską” (1. poł. XVIII w.). Ostatnimi właścicielami posesji (ówczesny adres ul. św. Jana nr 32) byli Tadeusz Rząca i Aleksander Ritterman (od 1910). W roku 1911 z inicjatywy Rittermana stare zabudowania zostały rozebrane wraz z fundamentami, aby można było przystąpić do realizacji planu wystawienia nowego krakowskiego hotelu.
W latach 1911–1912 zbudowano na ich miejscu Hotel nazwany Francuskim. Eklektyczno-modernistyczny budynek projektowali Zbigniew Odrzywolski i Bronisław Colonna-Czosnowski (późniejsza rozbudowa). Rozpoczął działalność 1 czerwca 1912 roku i był wtedy najnowocześniejszym krakowskim hotelem. Trzypiętrowy budynek z mansardowym dachem był wyposażony w cichobieżne windy, telefony, oświetlenie elektryczne, centralne ogrzewanie, ciepłą i zimną bieżącą wodę w pokojach, pocztę pneumatyczną. Z dworca kolejowego do hotelu dowoził gości samochód. W 1945 roku hotel upaństwowiono, a od 1950 był zarządzany przez Polskie Biuro Podróży Orbis. Przeprowadzono także kilka przebudów i modernizacji m.in. w 1955 oraz w latach 1988–1991. W 2011 Orbis sprzedał Hotel spółce Emir 19, której połowę udziałów ma firma Alterco, a drugą połowę rodzina Gesslerów.
Obecnie jest to czterogwiazdkowy hotel, oferujący gościom 42 pokoje (w tym 15 apartamentów). Na parterze mieści się restauracja, od 2011 prowadzona przez Adama Gesslera pod nazwą „Gessler we Francuskim”.